# День кримськотатарського прапора
День кримськотатарського прапора (крим. 1) Qırımtatar bayrağı künü; 2) Qırımtatar bayraq künü) — день шанування національного прапора кримських татар, корінного народу Криму. Відзначається 26 червня з 2010 року. Святкування відбудуться не тільки в різних містах України, а й в інших країнах світу.

## Опис
Кримськотатарський прапор — це полотнище блакитного кольору із жовтим гербом (тамгою) у верхньому лівому куті. Блакитний колір є традиційним кольором тюркських народів, його використовували ще на стягах Кримського ханства. Герб на прапорі — тарак-тамга (герб-гребінь) є родовим знаком Ґіреїв, керівної династії Кримського ханства.
На деяких прапорах у ХХ столітті тамга розміщувалася посередині прапора. Також не було затвердженого пропорційного співвідношення розмірів тамги і полотнища.

## Історія
Вперше кримськотатарський прапор був прийнятий першим Курултаєм кримських татар 1917 року, після Лютневої революції. Поновлений 30 червня 1991 року Другим Курултаєм.
В Україні це свято відзначається на офіційному рівні з 2010 року.
З 2014 року, після початку тимчасової окупації Росією українського Криму та посиленням репресій щодо населення Криму, основні заходи святкування Дня кримськотатарського прапора відбуваються на материковій Україні за підтримки та координації Меджлісу. Урочисті заходи відбуваються під гаслом «Два прапори — одна країна».
2017 року було проведено мітинг на Майдані Незалежності в Києві, автопробіг та урочисту ходу. Також кампанії проводилися в інших містах, зокрема, було проведено марафон у Лондоні.
2018 року в Києві проведено автопробіг, конкурси, урочисту ходу.
2019 року в Києві проводилася акція «Об'єднані прапором — #LIBERATECRIMEA», організована активістом Ескендером Барієвим. Цього року протягом 9 місяців прапор кримського народу проїхав 28 країн з метою нагадати про тимчасову окупацію Криму Росією. В святкуванні брав участь глава Меджлісу Рефат Чубаров. Прапор побував у Австралії, США, Канаді, Малайзії, Ірландії, Британії, Португалії, Іспанії, Франції, Люксембурзі, Бельгії, Німеччині, Чехії, Словаччині, Польщі, Швеції, Швейцарії, Фінляндії, Естонії, Латвії, Литві, Австрії, Болгарії, Італії, Тунісі, Єгипті, Ізраїлі та Туреччині.
2020 року святкування заплановано в різних містах України, зокрема, в Полтаві прапор буде піднято біля будівлі Полтавської міської ради поруч з прапорами України і міста Полтави. Також планується підняти прапор у Фастові та Дніпрі.